# Neoparlatoria wuiensis
Neoparlatoria wuiensis är en insektsart som beskrevs av Tang 1980. Neoparlatoria wuiensis ingår i släktet Neoparlatoria och familjen pansarsköldlöss. Inga underarter finns listade i Catalogue of Life.